# 野草莓 (2013年电影)
《野草莓》（英語：The Wild Strawberries），中国大陆爱情片，导演陈兵，主演周楚楚、尚于博。该片改编自孙春平短篇小说《地下爱情》。

## 剧情
1970年代末期，毛泽东发起的文化大革命即将被终结，中国共产党烈士遗孀“罗雪梅”与兵工厂试枪员“祝福忠”之间却爆发了被世俗之人不能容忍的爱情。

## 演出
| 演员   | 角色   | 备注                 |
| 周楚楚 | 罗雪梅 | 中国共产党烈士遗孀。 |
| 尚于博 | 祝福忠 | 兵工厂试枪员。       |

## 制作
该片拍摄于重庆市。
导演北京电影学院教授陈兵称该片比张艺谋的《山楂树之恋》更好看。
尚于博后来因为抑郁症自杀，年仅28岁。

## 奖项
| 年份 | 得奖人 | 奖项                               | 是否得奖 | 备注 |
| ---- | ------ | ---------------------------------- | -------- | ---- |
| 2010 | 周楚楚 | 第二届澳门国际电影节最佳演员新人奖 | 獲獎     |      |
| 2010 | 陈兵   | 第二届澳门国际电影节最佳导演奖     | 獲獎     |      |

## 外部连接
- 豆瓣电影上《野草莓》的資料 （简体中文）